# Little River (Carolina del Sur)
Little River es un lugar designado por el censo ubicado en el condado de Horry, en el estado estadounidense de Carolina del Sur. La localidad en el año 2000 tiene una población de 7027 habitantes en una superficie de 28 km², con una densidad poblacional de 144,4 personas por km².  Se encuentra en el extremo este del estado, junto al límite con Carolina del Norte.

## Geografía
Little River se encuentra ubicado en las coordenadas 33°52′18″N 78°37′40″O / 33.87167, -78.62778. Según la Oficina del Censo, el pueblo tiene un área total de 28 km² (10,8 mi²), de la cual 27,1 km² (10,5 mi²) es tierra y 0,9 km² (0,3 mi²) (0.33%) es agua.

### Localidades adyacentes
El siguiente diagrama muestra a las localidades en un radio de 12 kilómetros (7,5 mi) de Little River.

## Demografía
En el 2000 la renta per cápita promedia del hogar era de $40.427, y el ingreso promedio para una familia era de $45.243. El ingreso per cápita para la localidad era de $22.733. En 2000 los hombres tenían un ingreso per cápita de $36.086 contra $22.348 para las mujeres. Alrededor del 7.50% de la población estaba bajo el umbral de pobreza nacional. 

## Principales carreteras
- U.S. Route 17
- SC 90
- SC 179